# 洛阳绕城高速公路
洛阳绕城高速公路全长97.8公里，由洛阳西南绕城高速公路，连霍高速公路洛阳段以及二广高速公路洛阳段组成。其中洛阳西南绕城高速公路2005年9月通车，全长36公里，双向4车道，设计行车速度120公里每小时，它北起孟津县麻屯镇与连霍高速公路相接，终点在伊川县彭婆镇北与二广高速公路、少洛高速公路相接。
洛阳绕城高速公路为河南省第二条环城高速公路，对拉大洛阳城市框架、完善区域公路网布局将起到积极作用。